# Пол Бъръл
Пол Бъръл (на английски: Paul Burrell) е английски писател на произведения в жанра мемоари. Той е бивш слуга на Британското кралско семейство, а по-късно иконом на Даяна, принцеса на Уелс, като след смъртта ѝ през 1997 г. пише за нея и кралското семейство.

## Биография и творчество
Пол Бъръл е роден на 6 юни 1958 г. в Грасмур, Дарбишър, Англия, в работническо семейство, живещо във въгледобивен район. Завършва гимназия в Честърфийлд, а после следва хотелиерство в „Хай Пийк Колидж“ в Бъкстон.
На 18-годишна възраст постъпва на кралска служба като лакей в Бъкингамския дворец, като година по-късно става личен лакей на кралица Елизабет II. Там получава прякора „Малкият Пол“. През 1987 г. се присъединява към домакинството на Чарлз и Даяна в Хайгроув Хаус, Глостършър, изпълнявайки ролята на иконом на принцесата до смъртта ѝ през август 1997 г. През ноември 1997 г. е удостоен с Кралския викториански медал за заслуги към кралското семейство и за дълга и вярна служба на кралското семейство и кралица Елизабет II в продължение на 20 години.
За 21 години служба на британското кралско семейство той работи в и около някои от най-красивите домове и дворци в Англия. Има множество пътувания не само във Великобритания и Европа, а и получава впечатления от най-интересните къщи в почти всяко кътче на света. Посещенията му на изящни домове, безценни колекции от изкуство и обзавеждане му дава опит и той става арбитър на вкуса и експерт в храните, вината, обзавеждане, аранжиране на цветя, етикет и забавление, особено в английски стил.
През 1983 г. се жени за Мария Косгроув, с която се запознава, докато работят в Бъкингамския дворец, а тя е служителка на принц Филип, херцог на Единбург. Имат двама сина: Александър и Николай. Развеждат се през 2016 г. През 2017 г. се се жени за партньора си, Греъм Купър, корпоративен адвокат, с когото има 10-годишна връзка. През 2001 г. Бъръл отваря цветарски магазин във Фарндън, Чешър, а през 2019 г. го продава и заживява с Купър в Пекфортън, Чешър.
През 2003 г. е издадена книгата му „Кралска служба: Най-скандалните разкрития за принцеса Даяна от нейния иконом“, в която описва кариерата си като член на кралския персонал. Разказва се за времето му като иконом на принца и принцесата на Уелс в Хайгроув Хаус преместването му в персонала на Даяна в двореца Кенсингтън след развода ѝ с принц Чарлз и оправдаването на Бъръл по обвинения в кражба на нейни ценности. Публикуването на книгата води до разрива му с Бъкингамския дворец, принцовете Уилям и Хари в съвместно изявление обвиняват Бъръл, че е предал доверието на майка им. Книгата става бестселър №1 в Лондон и в списъка на „Ню Йорк Таймс“, и е издадена в над 3 милиона копия по света.
Като уникален свидетел на кралската история и познаващ лично почти всеки член на действащото британско кралско семейство, той редовно е канен да участва в телевизионни и филмови документални филми, или да коментира различни събития.

## Произведения
- Entertaining with Style (1999)[1]
- In the Royal Manner: Butler to Diana (1999)
- A Royal Duty (2003)
Кралска служба : Най-скандалните разкрития за принцеса Даяна от нейния иконом, изд.: „Сиела“, София (2004), прев. Лиляна Лакова
- The Way We Were: Remembering Diana (2007)